# 트레비코
트레비코(이탈리아어: Trevico)는 이탈리아 캄파니아주 아벨리노도의 코무네다.